# Шпана 2
«Шпана́ 2» (англ. Adulthood) — британский драматический фильм режиссёра, сценариста и кинозвезды Ноэла Кларка. Этот фильм — продолжение фильма Шпана 2006 года, который также написал Кларк.

## Сюжет
После того как Сэм Пил убил Трайфа, его осудили и приговорили к 6 годам тюрьмы. Спустя это время он выходит из тюрьмы и пытается наладить свою жизнь: все те же наркотики, разбои, секс, но теперь уже страх за свою жизнь, ведь то горе, которое он причинил друзьям Трайфа, осталось безнаказанным, и их месть уже близка.

## Реакция
Фильм получил смешанные отзывы и подвергся критике за отсутствие сюжета, мелодраматичность и «неустанное арго». Тем не менее, он собрал 1,2 млн $ за первый уикенд.